# Norbert Ibero i de Castro
Norbert Ibero i de Castro (Barcelona, 23 de juny de 1956 - Barcelona, 13 d'abril de 2011) va ser un actor de teatre, televisió i doblatge català. Va estudiar a l'Institut del Teatre de Barcelona. Va morir d'un càncer als 55 anys.

## Trajectòria professional

### Teatre
- 1985. Cyrano de Bergerac d'Edmon Rostand. Direcció de Maurizio Scaparro
- 1986. El despertar de la primavera de Franz Wedekind. Companyia de Josep Maria Flotats
- 1988. Lorenzaccio d'Alfred de Musset
- 1989. El Misantrop de Molière
- 1992. Cavalls de mar de Rodolf Sirera
- 1994. Nyam Nyam d'Harri Virtanen. Direcció de Joan Castells. Teatre Alegria de Terrassa.
- 1994. El mercader de Venècia de W. Shakespeare. Direcció de Sergi Belbel. Teatre Poliorama.
- Maria Estuard de Friedrich Schiller. Direcció de Josep Montanyès
- 1997. La bona gent de Santiago Rusiñol. Direcció de Pep Cruz. Teatre Romea.
- 2002. Coriolà de William Shakespeare. Direcció de Georges Lavaudant
- 2007. True West de Sam Shepard. Adaptació d'Alex Mañas. Direcció de David Selvas. Versus Teatre.
- 2008. Enfermo imaginario. Companyia de Paco Morán. Teatre Condal.
- 2010. L'hort dels cirerers d'Anton Txékhov. Versió de David Mamet. Direcció de Julio Manrique. Teatre Romea.

### Televisió
- Nissaga de poder (1997-1998) - Pep Agut
- Rosa, punt i a part (1996) - Agustí Santa María
- La granja (1991) - Pep

### Doblatge
- Bola de drac GT - Doctor Mu
- One Piece - Rob Lucci